# Ronnie Birkett
Ronald Birkett (sinh ngày 25 tháng 7 năm 1927) ở Warrington, Anh, là một cầu thủ bóng đá người Anh đã giải nghệ thi đấu ở vị trí tiền vệ chạy cánh trái ở Football League.